# Формат фильма
Форма́т фи́льма, формат фильмокопии — совокупность технических характеристик, определяемых кинематографическим форматом, использованным для изготовления прокатной фильмокопии или цифровой копии фильма.
В советской классификации основными форматами фильмокопий, демонстрируемых в кинотеатрах и по телевидению, были обычный формат, кашетированный, широкоэкранный и широкоформатный. В настоящее время ещё не вышел из употребления формат IMAX, использующий ту же киноплёнку, что и широкоформатное кино. При печати прокатных копий используются только те форматы, которые пригодны для демонстрации фильма в кинотеатре стандартным оборудованием, в отличие от производственных форматов, пригодных исключительно для изготовления рабочих материалов.

## Перевод формата
Формат, в котором отпечатана фильмокопия, может отличаться от формата, в котором снят исходный материал вследствие применения оптической печати. Так, широкоформатная фильмокопия могла печататься с широкоэкранного негатива или дубльнегатива, и даже с исходников кашетированного формата, например, Super-35 или Techniscope. Копия фильма, снятого в обычном формате могла быть отпечатана даже на 16-мм или 8-мм киноплёнке для проката или продажи населению.
При печати прокатных фильмокопий могло изменяться оригинальное соотношение сторон изображения. Фильмы, снятые в форматах с широким экраном, могли быть напечатаны в обычном формате с классическим соотношением сторон. Это применялось при изготовлении фильмокопий, предназначенных для телевидения или провинциальных кинотеатров, оборудование которых пригодно только для таких форматов. При этом часть изображения отрезалась, а при печати дубльнегатива производился выбор сюжетно важной части сцены пансканированием при помощи специального устройства кинокопировального аппарата.
Узкопленочные форматы на киноплёнке 16-мм применялись, главным образом, на телевидении, а также для школьных и сельских кинопередвижек.
Киноплёнка 8-мм использовалась для печати немых фильмокопий для домашнего просмотра при помощи любительских кинопроекторов.

## Цифровое кино
В цифровом кинематографе форматом фильма считается совокупность цифровых стандартов, определяющих качество показа и визуальные характеристики изображения, главным образом, соотношение сторон кадра. Определяющими являются тип контейнера, технология сжатия и разрешающая способность изображения, а также характеристики звукового сопровождения.
Существенная часть кинофильмов, демонстрируемых в цифровых кинотеатрах, до сих пор снимается на киноплёнку с последующей оцифровкой по технологии Digital Intermediate, но на формат цифрового фильма это никак не влияет, поэтому в обиходном применении понятие «Формат фильма» в настоящее время практически утратило своё первоначальное значение.